# Catocala gisela
Catocala gisela là một loài bướm đêm trong họ Erebidae.